# Bayerische B VI
Die Dampflokomotiven der Gattung Bayerische B VI der Königlich Bayerischen Staatsbahn waren eine Weiterentwicklung der bayerischen Gattung B V.

## Beschreibung

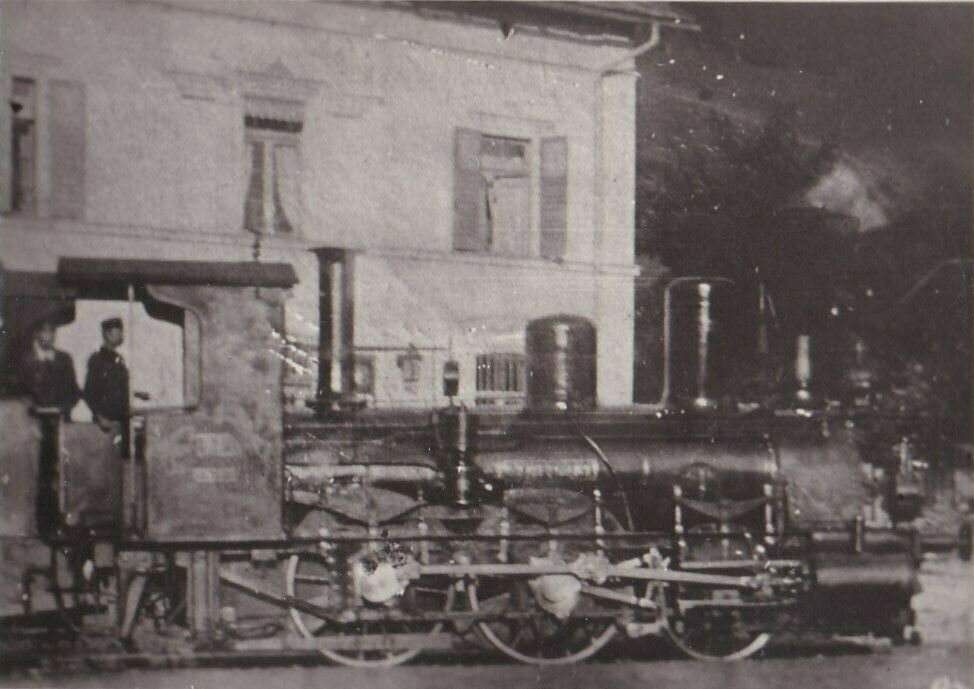
Bayerische B VI

Die B VI fiel geringfügig größer aus als die Vorgängerbauart. Die erste Serie von 57 Fahrzeugen hatte einen Kesselüberdruck von 8 bar. Bei der zweiten Serie wurde dieser auf 10 bar erhöht. Die letzten beiden Exemplare sind noch in den Besitz der Reichsbahn übergegangen. Die Umzeichnung nach dem neuen Nummernplan in die Betriebsnummern 34 7461 und 7462 im Jahr 1923 war nur von kurzer Dauer, da die Maschinen im selben Jahr ausgemustert wurden. Sie waren mit Schlepptendern der Bauarten bay  3 T 9 und bay 3 T 9,6 ausgestattet.